# Bandolerisme als Països Catalans

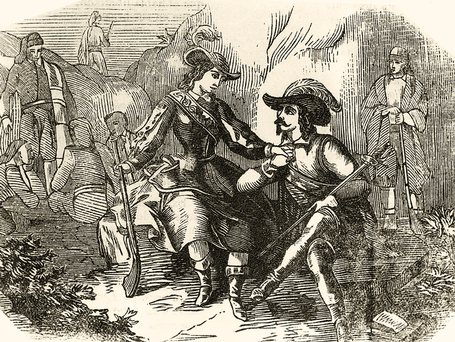
Serrallonga en un gravat romàntic idealitzat del

El fenomen del bandolerisme va tenir una importància singular en les societats mediterrànies. La seva presència és constant a Catalunya, País Valencià i Illes Balears. Però generalment el terme bandolerisme s'ha utilitzat a casa nostra per denominar un fenomen amb característiques particulars que es va donar sobretot entre la fi del segle xv i la fi del xvii. Aquest bandolerisme barroc o d'època moderna no era obra de simples lladres sinó que es configurava en diverses xarxes de relacions personals, que es justificaven en els costums feudals i el dret medieval (per exemple les pràctiques del deseiximent o de l'auxilium) però que també eren conseqüència dels canvis econòmics i socials de la nova era. Els bandolers no tenien per què ser lladres de camins, molts eren persones mobilitzades pel noble a qui pertanyien per tal de fer la guerra al seu enemic (el nyerro Perot Rocaguinarda, el canamunt Llorenç Coll…) i a vegades eren els mateixos senyors empobrits de la baixa noblesa que optaven per aquest mode de vida (Jaume Ruiz de Castellblanch…). De totes maneres sovint la convergència de factors és difícil de destriar (Joan de Serrallonga). La gran quantitat de quadrilles, el gran nombre de persones que les formaven, la longevitat que tingueren algunes i les motivacions que mostraren reflecteixen una transcendència que va més enllà del simple robatori.
Molt poc a veure tenia amb els tipus de bandolerisme que es van donar després, els segles xviii i xix. Després de la Guerra de Successió encara subsistien algunes quadrilles, que en més d'una ocasió eren formades per guerrillers resistents de la Guerra de Successió (Rotget a Mallorca, Carrasclet al Principat…). Però en la societat de la Nova Planta el bandidatge aviat va passar a ser un simple fenomen conseqüència de la misèria (Jaume el Barbut…). Al segle xix aquest bandolerisme sovint es va configurar com una reacció guerrillera d'alguns personatges tradicionalistes i/o carlins (Panxa-ampla, Josep Agramunt, Narcís Abrés…).

## El bandolerisme d'època moderna:xviixvii
La monarquia de Ferran II el Catòlic va regular a Catalunya les revenges privades mitjançant pragmàtiques i constitucions. Però en la mesura que els costums acceptats de la noblesa eren uns altres i a la pràctica prevalien sobre el terreny, el fenomen del bandolerisme evidenciava les dificultats de la monarquia espanyola (com moltes altres monarquies europees) per monopolitzar la violència. Al llarg del segle xvii el fenomen es va anar mitigant a causa de la neutralització progressiva dels drets jurídics i militars de la noblesa local.
Durant els segles XVI i xvii (en especial durant la Guerra dels Segadors) aconseguí la màxima virulència arreu dels Països Catalans. El bandolerisme català tenia els mateixos trets generals del bandolerisme mediterrani: una lluita àgil, cruel i persistent contra els poderosos i els estats, localitzada sobretot a les àrees muntanyenques. L'etapa de plenitud del fenomen s'ha de situar en les primeres dècades del segle xvii, en el moment de l'actuació dels bandolers Rocaguinarda o Serrallonga, entre els més coneguts.

### Descripció

#### Causes
La historiografia actual ha plantejat el fenomen del bandolerisme en relació amb els canvis provocats per la reestructuració de la societat i de l'economia a l'edat moderna en societats a on l'estat incipient encara no és prou fort com per imposar-se. A casa nostra, el bandolerisme va ser la sortida tant per als pagesos perjudicats per la Sentència Arbitral de Guadalupe com per als senyors feudals (en aquest aspecte parlaríem de "senyors bandolers") o per a alguns menestrals que no van trobar sortida a la decadència gremial.

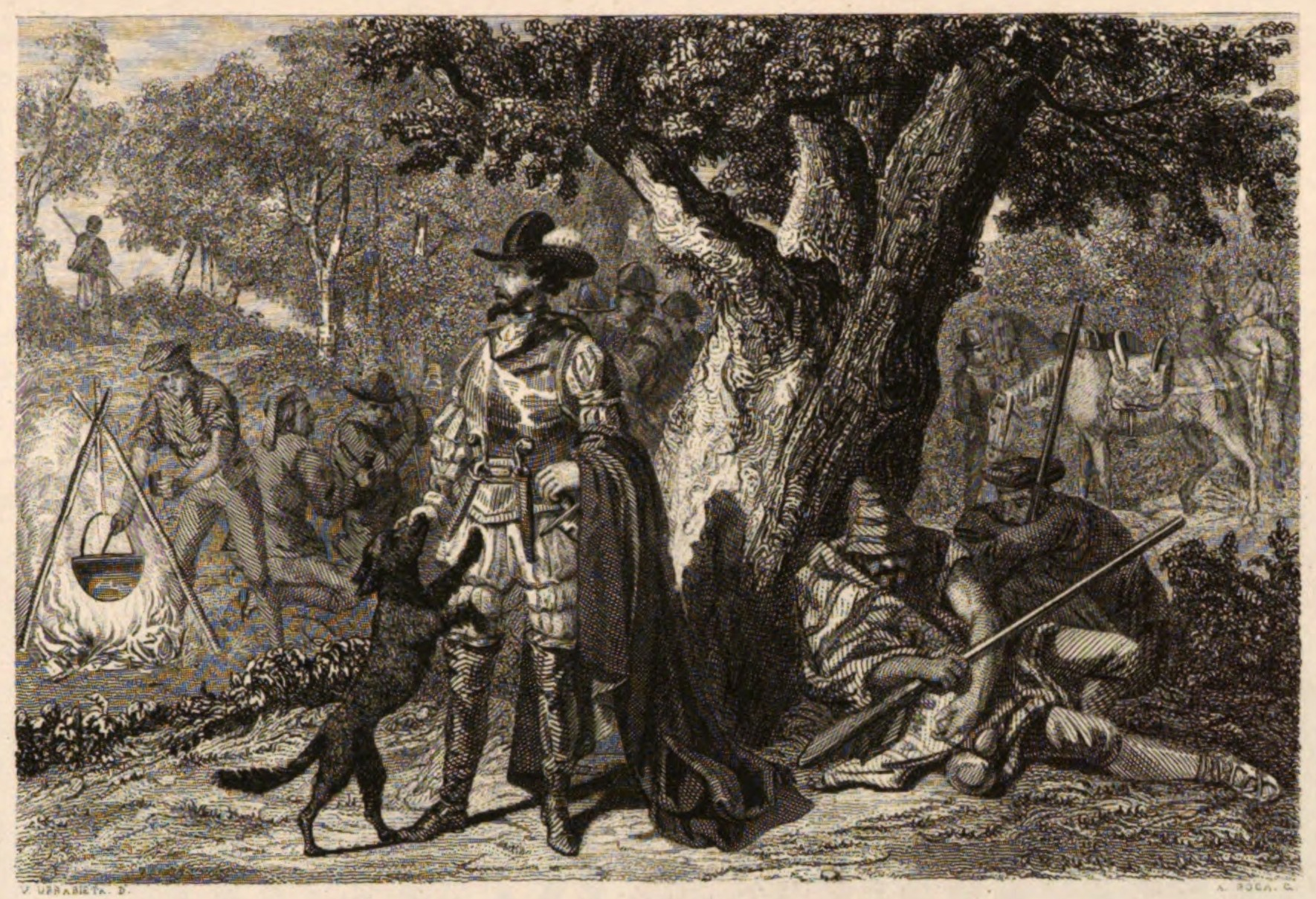
Perot Rocaguinarda.

Tot i que el bandidatge i simple robatori era normal, el fenomen del bandolerisme no es pot reduir al de la simple delinqüència comuna: Cal entendre'l com una guerra privada entre dos o més senyors feudals (els «bàndols») per raons sovint personals. En aquests casos, el senyor jurisdiccional feia ús de les obligacions de servei d'host i cavalcada dels seus vassalls jurídics per reunir una mainada (de condició ben diversa i reunida especialment per a l'ocasió) amb l'objectiu lícit i socialment acceptat d'exercir la violència o la revenja contra un senyor feudal enemic. De totes maneres no era estrany que les accions d'una quadrilla de bandolers les acabessin patint també terceres persones alienes a l'enfrontament, o que actués robant pel seu compte i aprofitant la impunitat i empara que li oferia el senyor.
Una de les causes profundes va ser l'empobriment generalitzat d'una part de la noblesa, que reaccionava promovent els seus bandolers per preservar, mantenir o maximitzar la seva renda senyorial.
La permanència del fenomen al llarg dels segles cal relacionar-la amb la incapacitat de l'estat per a imposar-se: de fet, les mesures repressives més fortes no van ser suficients per a acabar el conflicte. No en va per parar l'activitat d'alguns bandolers l'estat va acabar perdonant-los els crims a canvi de servir a les guerres europees de la monarquia espanyola.
Naturalment, el bandolerisme senyorial va conviure al mateix temps amb el bandidatge i lladronici elemental dels simples saltejadors, una conseqüència de l'adversitat econòmica. És molt difícil avui en dia diferenciar entre els dos fenòmens.
- Geografia muntanyosa: el territori i les zones amb boscos van facilitar que els bandolers s'hi poguessin amagar.
- Terra de frontera: si la justícia els perseguia podien anar a un altre estat.
- Jurisdiccions sentorials i eclesiàstiques: com que organitzaven la justícia, si els bandolers anaven en un dels seus territoris impedien la seva captura.
- Hugonots francesos: els calvinistes francesos arribaven a Catalunya fugint de França on els perseguien, i com que no trobaven feina s'afegien als grups.
- Conflictivitat amb la Corona: moltes vegades les autoritats catalanes protegien els bandolers.
- Pedrenyal: una nova arma de foc fins que el 1603 en prohibissin l'ús i la fabricació.

#### Composició
Era normal que les quadrilles estiguessin formades per saltejadors de camins, els més disposats a la violència. Però en un sentit ben diferent, també era normal que el senyor contractés una host combatent professional: no en va moltes quadrilles catalanes del segle xvi i xvii s'entenien com una variant de les antigues milícies feudals medievals. Els enfrontaments o les bandositats entre bàndols es donaven tant als boscos i camins del camp com als carrers de la ciutat.
Aquell qui ajudava a un bandoler perseguit per les forces reials proporcionant-li allotjament i protecció era considerat un fautor, és a dir un còmplice. Sota aquesta figura legal menys greu que la d'autèntic promotor sovint s'hi amagaven els senyors feudals que eren en realitat els qui promovien aquestes violències: a les seves diverses propietats s'hi amagaven les quadrilles al seu servei.
Les quadrilles de bandolers podien arribar a ser molt diferents dels mers lladres de camins: Per exemple, els grups aplegats per Serrallonga, Rocaguinarda o el Minyó de Montellà solien comptar amb molts més membres (entre cent i dues-cents homes), l'equipament solia ser més bo (armes de foc, vestits i cavalls), tenien més capacitat de mobilitat al llarg i ample del país (gràcies a una xarxa de fautors que els permetia allotjar-se arreu) i fins i tot solien durar més en el temps (era prou normal que una trajectòria de bandidatge durés trenta anys ininterrompudament).

#### Qui hi donava suport
És veritat que determinats bandolers foren famosos i que alguns gaudiren de popularitat. Però això no vol dir pas que fossin els benefactors dels pobres, com va pretendre la tradició romàntica cercant tal vegada una espècie de "Robin Hood".
A més de les circumstancials complicitats populars, les simpaties provingueren també de grups benestants: els fautors de bandolers rellevants molt sovint eren senyors feudals, pagesos enriquits, familiars del Sant Ofici, batlles i altres càrrecs locals, cònsols o paers municipals, i fins i tot hi va haver més d'un jutge de la Reial Audiència. Si un bandoler era prou important com per fer nit a les ciutats, els fautors no eren pas les famílies humils sinó tant els prohoms de l'oligarquia urbana com la menestralia més benestant. Aquesta infraestructura de fautors tant nombrosa i qualitativa s'explica per les llargues trajectòries de molts caps de quadrilla, que acumulaven contactes i interessos, i foren causa i conseqüència de la permanència del bandolerisme al llarg del temps.
Un exemple, entre molts d'altres, a Catalunya, podria ser el cas de Pere Altarriba, nascut a Belianes, un bandoler del segle xvi, partidari del senyor de Ciutadilla Bernat de Guimerà.

#### Qui el combatia
L'estat monàrquic va voler erradicar el fenomen del bandolerisme en repetides ocasions. Per fer-ho encomanava la persecució de les quadrilles de bandolers a una companyia (o més) del seu divers exèrcit reial, la qual iniciava una incisiva campanya militar en una determinada zona geogràfica sovint utilitzant la violència indiscriminadament contra la població, fossin o no fautors dels bandolers que fugien. Però els efectes de la pressió militar mai eren gaire permanents.
En realitat, la mesura més pràctica que van usar els virreis per acabar amb el bandolerisme sempre va ser comprar els capitostos: prometent-los el perdó dels seus crims a canvi de servir a l'exèrcit monàrquic espanyol en llurs llunyanes guerres europees d'Itàlia o Flandes (fou el cas, per exemple, de Perot Rocaguinarda).
Els municipis que en algun moment es trobaven afectats per la violència dels bandolers s'autodefensaven organitzant sometents i sagramentals, però sempre van ser poc útils per eliminar de debò els bandolers.El primer esment que es té de grups combatents contra el bandolerisme a Catalunya és amb relació a Pere Anton Veciana i Rabassa, batlle de la ciutat de Valls, que va patrocinar un grup de vint-i-cinc mossos amb diners propis. Aquesta petita esquadra es va augmentar poc després en quaranta homes que vigilaven i donaven seguretat als camins de la contrada. Més endavant la idea seria ben acollida i aprofitada pel rei, que el 1721 va fundar les Escuadras de Paisanos Armados.

### Catalunya

#### Història
Les accions de les quadrilles catalanes van afectar tots els camins, fins i tot el principal itinerari del país que unia Lleida i Barcelona que era per on passaven les caravanes reials plenes de la plata i or americans. Alguns castells van arribar a convertir-se en rics magatzems de riqueses robades. Però una de les activitats més habituals de les quadrilles de bandolers era la d'actuar com a braç armat dels senyors feudals per enfrontar-se tant a altres nobles com als propis vassalls (per exemple, en una revolta antisenyorial). Altres activitats dels bandolers foren l'assassinat i les revenges a sou.
A Catalunya caldria esmentar primer les gestes de Moreu Cisteller i d'Antoni Roca, de Joan de Serrallonga, Janot Riembau, Bartomeu Camps, Montserrat Poc, Perot Rocaguinarda, Trucafort, Tallaferro i els germans Margarit. Des de la fi del segle xvi i mitjan segle xvii cal destacar el gran conflicte entre els Nyerros i els Cadells, que va escampar-se per tot el país, classes i institucions.
La sovint indiscriminada repressió de la monarquia per eliminar els bandolers de la geografia catalana sempre va ser fermament protestada per les institucions catalanes pels problemes que provocaven. A més a més, la seva eficàcia sempre era temporal. La pressió de les companyies militars reials va tenir dos moments àlgids:
- el virregnat del duc de Maqueda entre 1592 i 1596
- i el virregnat del duc d'Alburquerque entre 1616 i 1619

A partir de la derrota del país a la Guerra dels Segadors, després del 1652 la monarquia va començar a imposar exitosament la seva autoritat damunt de la noblesa jurisdiccional catalana. A partir de llavors el bandolerisme va mostrar unes característiques prou diferents.

##### Els casos aristocràtic i popular
Els bàndols nobiliaris han estat una constant històrica, ja que des de ben antic els grans magnats dirimien amb les armes les seves diferències. Un exemple va ser l'enfrontament entre els agullanes i els sarrieres al cap del segle xvi.
A Catalunya, hom ha volgut establir l'any 1539 com a punt d'inflexió entre el bandolerisme d'arrel nobiliària (guerres privades amb una certa cobertura jurídica consuetudinària) i el d'extracció popular (causat per la misèria i el sobrepoblament muntanyenc), que és el que va atorgar el veritable relleu a aquest fenomen social. De totes maneres tots dos continuarien bastant indistingibles fins ben bé mitjan segle xvii.
El bandolerisme popular es nodria de diversos sectors socials que patien adversitats econòmiques: Majoritàriament eren persones d'origen rural (jornalers pobres, cabalers sense futur definit…), però també provenien de certs sectors econòmics urbans en crisi com ara el tèxtil. Les quadrilles es podien formar a qualsevol punt del país, tant al pla com a la muntanya, tant a la deprimida regió occidental com al pròsper litoral (també masies riques i obradors enfeinats foren escenaris habituals).

##### El cas pirinenc dels hugonots
La frontera dels Pirineus fou una barreja de contrabandistes de cavalls, bandolers i hugonots francesos, que a vegades actuaven conjuntament. Bandolers i hugonots assaltaven els "carros de moneda" en trànsit entre Lleida i Barcelona. El bandolerisme pirinenc estava sota la pressió dels hugonots francesos durant les guerres de religió de la segona meitat del segle xvi. Felip II posà en marxa la vigilància estricta dels immigrants, es crearen els bisbats de Solsona i Barbastre i s'erigí la ciutadella.

### Illes Balears
El bandolerisme és una realitat important a Mallorca almenys des del segle xv, però la primera gran explosió de bandolerisme és posterior a la derrota de la Revolta de les Germanies (1520-1521). Al segle xvi cal esmentar la colla de lo Bord d'Alfàbia. Amb l'esclafit de les lluites entre Canamunt i Canavall destacà la colla de Selva, dirigida pel capellà Mateu Ferragut "Boda". En una topada amb comissaris reials a Lluc la colla restà desfeta i el capità, un germà del capellà Boda, fou executat amb altres bandejats. Ferragut decidí venjar-se assassinant el jutge de la Reial Audiència Jaume Joan de Berga. L'executor fou Antoni Gibert «Treufoc». La repressió posterior ocasionà la desfeta de la colla. D'aquests fets en roman l'expressió popular encara viva "i què en som jo de la mort d'en Berga?". La colla de Llorenç Coll «Barona», també a la vila de Selva, arribà a ajuntar més de 100 bandolers. Les colles de bandolers participaren en els enfrontaments entre el Comte Mal i els vilatans de Santa Margalida. A l'entorn de 1666 s'emprengué una gran campanya militar contra els bandejats mallorquins que entre altres fets reportà la captura del mític Bartomeu Gomila Pujol "Moiana". En els primers anys del segle xviii destaca la figura llegendària de Mateu Reus "Rotget".

### País Valencià
El bandolerisme fou molt actiu en el segle xvi, durant el qual no fou gens estrany que els bandolers a vegades s'aliessin amb els moriscs descontents. A partir del decret d'expulsió ordenat per Felip III, el camp valencià es va revolucionar els dos primers terços del segle xvii el que va esdevenir la principal problemàtica del país. El bandolerisme va campar amb força, sobretot a aquelles zones a on la reacció senyorial va ser més intensa: la Marina i les muntanyes del sud. A la Marina especialment les seves famoses quadrilles es forjaren molt ben cohesionades per relacions familiars i a la vegada a causa de l'odi envers llurs enemics (sovint de la mateixa localitat o comarca). Durant l'últim terç de segle el fenomen es va anar disminuint: Pels volts del 1680 les bandositats de la Marina es fragmentaren en petites bandes inconnexes que continuaren actuant fins a la darreria del segle, fins i tot amb algunes destacades accions de terrorisme. Malgrat això, el bandolerisme a la Marina Alta va persistir fins a final del segle xix.
A la Ribera del Xúquer, el bandoler més conegut va ser Doménec Añó Primo («el Gat»), natural de Carlet, perseguit per la justícia entre 1823 i 1828. Era un dels objectius més importants dels Minyons al País Valencià, un dels bandolers més rellevants de l'època. Va ser considerat heroi i bandit, un mite entre les classes populars. El roder carletí era apreciat al seu poble: los carletenses le estimaban por su sinceridad y nobleza. Els municipis on operava al principi estaven adscrits a la governació d'Alzira: Carlet, Benimodo i L'Alcúdia. Per la persecució dels Minyons es va desplaçar a la vall de Càrcer i es va refugiar a un barranc de Sumacàrcer. Doménec el Llorqueta, company del Gat,caigué abatut el 8 de novembre de 1825 a Algemesí. Altres bandolers de seua quadrilla van ser ajusticiats a València poques setmanes després. El Gat es va refugiar a Gibraltar. Anys després al País Valencià va caure abatut en gener de 1828.

## El bandolerisme de nova planta i contemporani: seglesxviiiixix
La Guerra de Successió (i en el cas de Catalunya també la Guerra dels Segadors) va significar un canvi important de les lleis i costums del Països Catalans. El bandolerisme d'aquesta nova època va tenir unes característiques prou diferents. Fins i tot algun cop, depenent de les èpoques i de les circumstàncies, el fenomen va prendre matisos de revolta primària contra les injustícies i la pobresa (tot i que fins i tot en aquests casos el fenomen no va passar de l'assalt als camins i el bandidatge rural). A més, l'augment demogràfic va provocar que el bandolerisme estigués molt lligat al problema dels vagabunds i pòtols (els murris). A la fi del segle el bandolerisme era encara viu a certes zones de la muntanya.
Però en alguns moments en què es van produir canvis polítics importants o guerres generalitzades el bandolerisme sí que va arribar a definir-se en una orientació específica estructurant el malestar de la societat rural. Per exemple, les guerrilles sorgides arran de la Guerra del Francès (1808-1814) actuaren sovint com a quadrilles de bandolers o trabucaires. El fenomen es va repetir amb les tres carlinades fins al punt que se'l va arribar confondre amb certes formes del mateix carlisme. Per tal de combatre'l, els governs moderats crearen el cos de la Guàrdia Civil el 1844.
Durant la Restauració borbònica hi hagué una reviscolada del bandolerisme al País Valencià, on alguns dels roders arribaren a dominar pobles i comarques senceres (tal fou el cas del crevillentí Jaume el Barbut al sud d'Alacant i Múrcia).

## El bandolerisme en la literatura

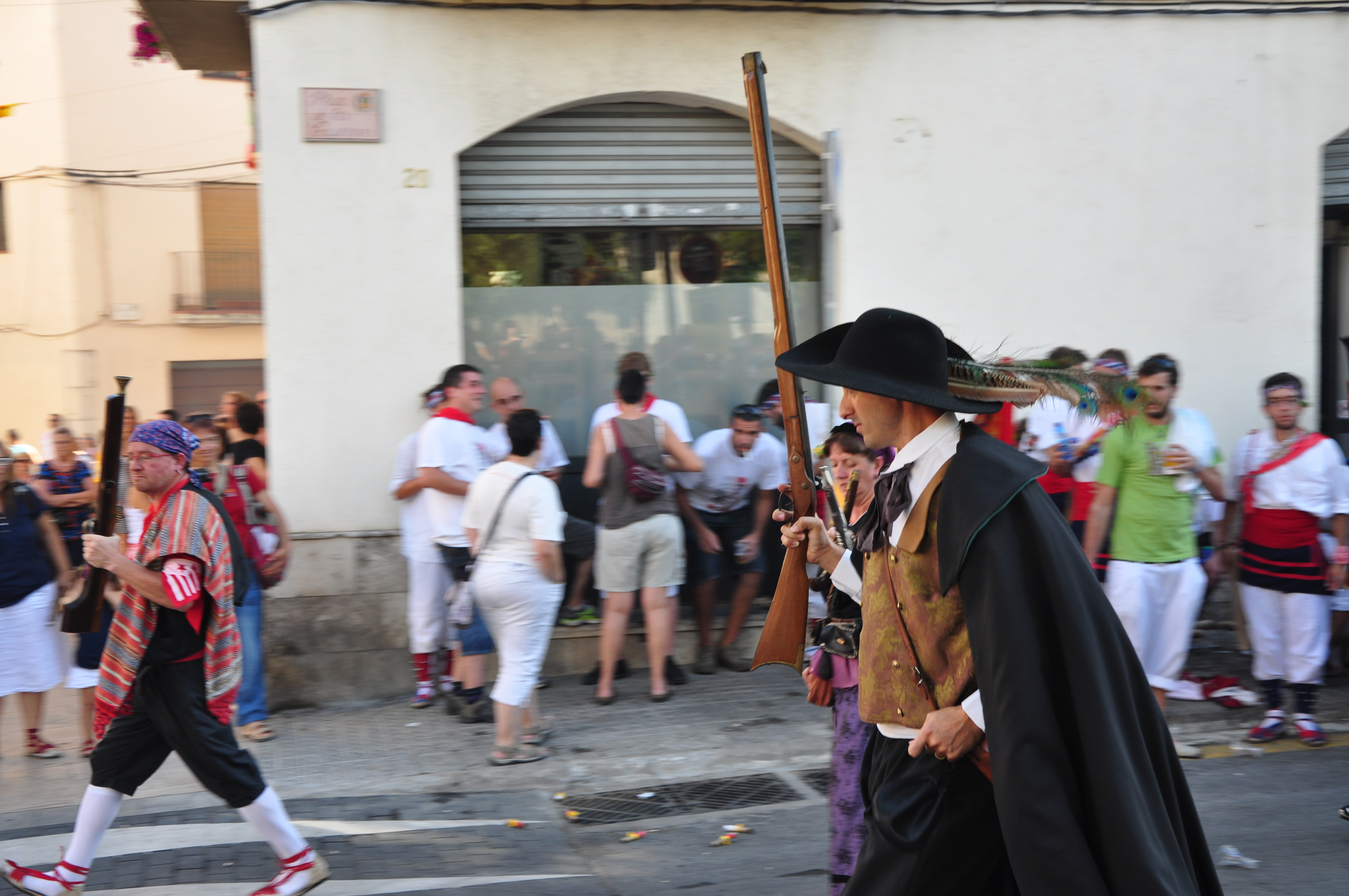
Ball d'en Serrallonga a Vilanova i la Geltrú

El fenomen del bandolerisme ha estat interpretat des de diversos prismes ideològics i en èpoques ben diverses (especialment durant el barroc i el romanticisme). En la majoria de casos la literatura s'ha interessat pels capitostos del bandolerisme d'època moderna, xvi i xvii.
Durant el barroc la literatura castellana del Segle d'Or va fixar-se sovint en els bandolers catalans coetanis, mitificant Rocaguinarda, Serrallonga i altres capitostos com a personatges justiciers. Miguel de Cervantes, Tirso de Molina, Lope de Vega, Vélez de Guevara, Rojas Zorrilla i molts d'altres els caricaturitzaren en les seves obres, sobretot de teatre. En canvi, els exemples en la literatura catalana del moment són ben pocs (per exemple el sonet de 1609 escrit per Vicenç Garcia), i pertanyen sobretot a la literatura rimada popular (per exemple les cobles de Pere Giberga de 1544) o a les cançons de transmissió oral. Un llegat que ens ha arribat fins avui és l'anònim ball d'en Serrallonga, segurament compost al segle xvii, però del qual en tenim nombroses notícies el segle xix, i que actualment ha estat recuperat a molts pobles.
Segles més endavant a Catalunya fou la literatura romàntica del segle xix la que va tornar a idealitzar els bandolers del barroc com a guerrillers i herois patriòtics, en col·laboració amb els folkloristes i historiadors de la Renaixença. En aquells moments en què s'estava forjant la consciència catalanista es va voler veure en aquests personatges com uns veritables líders de la llibertat enfront de la monarquia castellana. La literatura catalana es fixà especialment en la figura de Joan de Serrallonga, que caracteritzar des de capitost liberal en les obres de Víctor Balaguer, fins a pecador en les de Joan Maragall.
Paral·lelament i dins del mateix corrent romàntic, a tot Europa hi sorgia també una literatura abundant sobre el tema tendint a posar al focus certs personatges marginats. Cal destacar Els bandits de Friedrich von Schiller i les obres de Lord Byron, el duc de Rivas, Aleksandr Puixkin, Victor Hugo, Prosper Merimée, els Bokkenrijders als països enllà del Mosa, etc.